# Mireille Guiliano

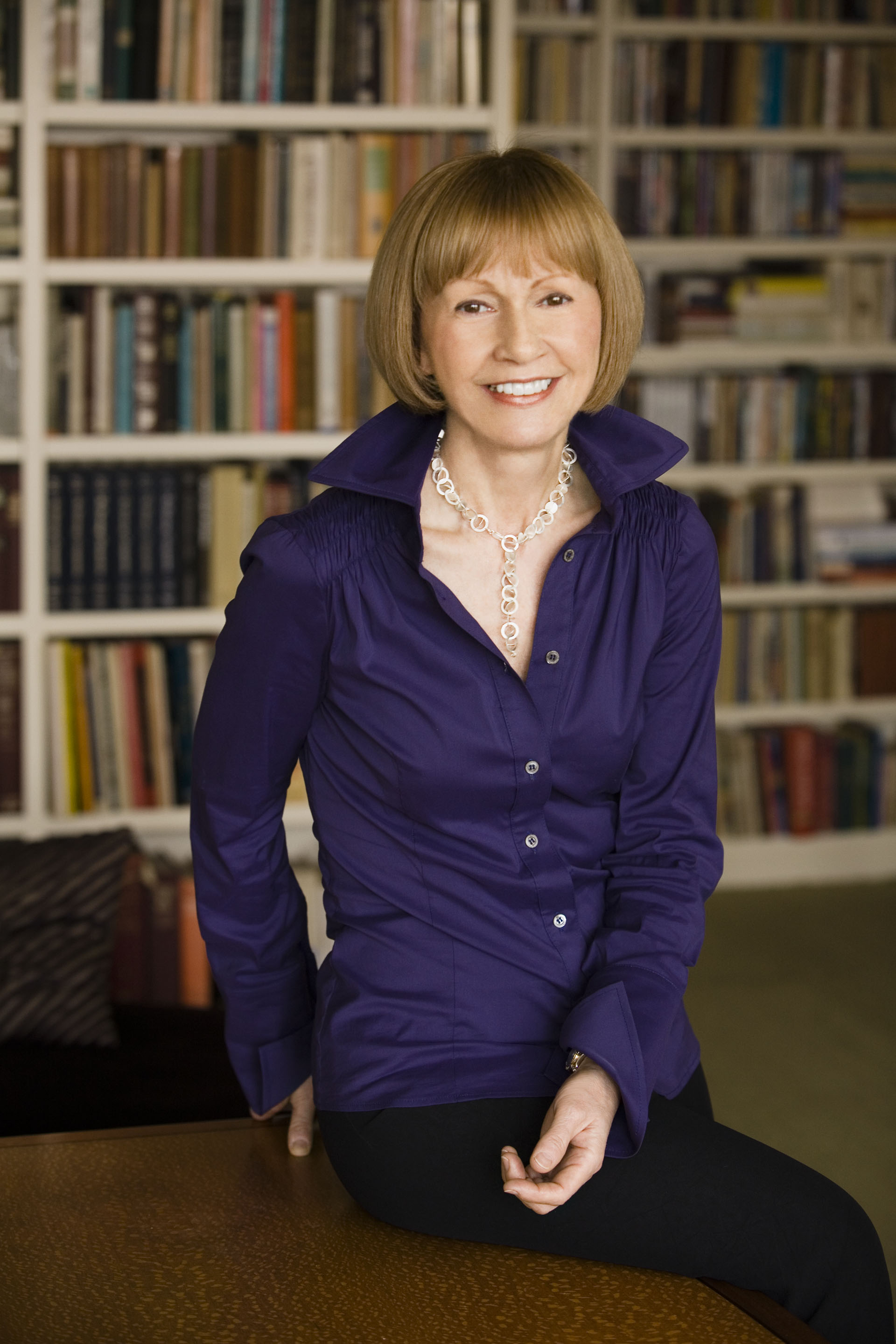
Mireille Guiliano (2008)

Mireille Guiliano (geboren 14. April 1946 in Moyeuvre-Grande) ist eine französische Managerin und Bestseller-Autorin von unterhaltender Ratgeberliteratur in englischer Sprache.

## Leben
Mireille Guiliano wuchs in Rombas auf. Sie studierte Literatur, Französisch und Englisch an der Sorbonne Nouvelle und schloss daran eine Ausbildung zur Übersetzerin am Institut de management et de communication interculturels (ISIT) an. Danach arbeitete sie bei Veuve Clicquot Ponsardin  und Moët Hennessy Louis Vuitton. In den USA war sie 1984 an der Gründung der Dependance von Veuve Clicquot beteiligt und wurde schließlich zur Präsidentin der Clicquot, Inc. und zur Sprecherin für Champagne Veuve Clicquot in den USA.
Nach ihren ersten Erfolgen mit den French Women-Büchern, die sie in englischer Sprache schrieb, beendete sie ihre Managementaufgaben und widmet sich seither der Autorentätigkeit. Das erste Buch French Women Don’t Get Fat wurde in 40 Sprachen übersetzt, erschien 2004 auf der New York Times Bestsellerliste und es wurde bis 2015 international in drei Millionen Exemplaren verkauft.
Der Bestseller zog einige Bücher nach, die den Titel imitierten, wie  die Satire French Cats Don’t Get Fat von dem amerikanischen Humoristen Henry Beard oder Japanese Women Don’t Get Fat. Secrets of my Mother Tokyo Kitchen von Naomo Moriyana, das fast so erfolgreich wurde wie Guilianos Buch.

## Werke
- Meet Paris Oyster: A Love Affair with the Perfect Food. New York : Grand Central Life & Style, 2014
- French Women Don't Get Facelifts: The Secret of Aging with Style and Attitude. New York : Grand Central Life & Style, 2013
  - Warum französische Frauen jünger aussehen : attraktiv in jedem Alter. Aus dem Amerikan. von Monika Baark. München ; Zürich : Piper, 2014
- The French Women Don't Get Fat Cookbook. New York : Atria Books, 2010
- Women, Work & the Art of Savoir Faire: Business Sense & Sensibility. New York : Atria Books, 2009
  - Mit Verstand und Gefühl : Frauen im Beruf und die Kunst des Savoir-Faire. Aus dem Engl. von Stefanie Jacobs und Monika Schmalz. Berlin : Bloomsbury Berlin, 2010
- French women for all seasons : a year of secrets, recipes & pleasure. New York : Knopf, 2006
  - Französische Frauen : schlank & glücklich durch das Jahr. Aus dem Engl. von Werner Löcher-Lawrence. Berlin : Bloomsbury Berlin, 2007
- French woman don't get fat. New York : Knopf, 2004
  - Warum französische Frauen nicht dick werden : das Geheimnis genussvollen Essens. Aus dem Engl. von Werner Löcher-Lawrence. Berlin : Bloomsbury Berlin, 2005

Siehe auch:
- Henry Beard: French cats don't get fat : the secrets of la cuisine feline. Illustrationen Susann Ferris Jones. New York : Crown Publishers, 2005